# 連邦通信委員会
連邦通信委員会（れんぽうつうしんいいんかい、英語: Federal Communications Commission フェデラル・コミュニケーションズ・コミッション、略称：FCC）は、アメリカ合衆国議会の法令によって創設され、監督され、及び権限を与えられたアメリカ合衆国連邦政府の独立機関（Independent agencies of the United States government）である。アメリカ国内の放送通信事業の規制監督を行う。

## 概要
1934年通信法に基づき設立され国内で発信するラジオ、テレビ、電信、電話、衛星、ケーブル、ワイヤレス、インターネットを含むすべての通信を規定、管理している。
アメリカの行政機関だが、大統領を頂点とする行政府（Executive Branch）に属さず、国民の代表である議会（Legislative Branch）に責任を負う。
本部をワシントンに置き、任期が5年の5人の委員（commissioner）からなる議決機関の委員会と、約1900人近くのスタッフ部門から構成されている。委員会は委員長（chairman）１人と委員４人からなり、審議事項は合議制により議決される。スタッフは現業部門である部局（bureau）と企画立案、ロジスティクス、支援部門である室（office）体制になっている。政府支出金 、事業者から徴収する免許手数料が活動予算の基になっている。

アメリカにおける放送通信の法体系は、最初にアメリカ合衆国憲法があり、次に憲法により立法権を付与された連邦議会が制定した1934年通信法、1996年電気通信法があり、次に通信法を根拠とした「FCC規則」がある。
FCCは規則制定権以外に事業者に対する免許交付、更新、または法律違反の罰則を下す裁定権を有する。
これに対して裁判所はFCC規則等の司法審査を行える。アメリカ合衆国大統領は委員の任命権者であり、かつ委員会の委員長を指名する。またFCCへ政策提言を行える。
通信法の産みの親であるアメリカ合衆国議会（以下、連邦議会）は上院、下院で関係する委員会、小委員会がFCCを監督する任務を負っている。FCCの予算は連邦議会で承認されなければならず、FCCは連邦議会に年次報告書を提出する義務がある。

## 歴史

### 第一次反トラスト訴訟
1907年、電話事業を州内では公益事業委員会が、州を跨ぐ州際は州際通商委員会が規制をすることになった。
電話事業で長距離回線を独占的に所有していたベル電話会社は、電信事業を運営するウエスタンユニオンも所有していた。ベル電話会社は独立系の電話会社を買収するため長距離回線の接続拒否を行った。
司法省はベル側に反トラスト訴訟を起こした。1913年、裁判は和解した。和解案に従い、ベル側はWUを手放し、独立系の回線と相互接続をし、州際通商委員会が認めない限り独立系を買収しないことになった。
和解内容には、電話の加入者はベル系の市外通話料の他に接続料を1通話につき10セント支払う内容があった。

### 1912年無線法の成立
1912年、商業用またはアマチュアの無線局は商務省から周波数を割り当てられ、代わりに免許をうけることが1912年無線法により決まった。また船舶に無線設備を置くように義務化された。
第一次世界大戦により、1917年4月アメリカの全ての無線局は統制を受けた。無線の運用も開発も止められた。
海軍の要請から、無線機器について多くの特許を持つ電気会社のジェネラル・エレクトリックは、ウェスチングハウス、電話会社のAT&Tと1919年にRCAを設立した。
1920代に入ると、戦争で無線の知識を得たアマチュアが増え免許の申請が増えた。ラジオ局の増加による混信も生じた。

### 1927年通信法の成立
1922年、ワシントンで第一回全米無線会議が開催された。RCAと株主の三社も出席した。商務省のハーバート・フーヴァーは公共の利益に沿って放送局は運営されるべきだと説いた。また会議の目的は、商務省に与えられた権限を使いどこまで問題を解消できるのか。新しい法律が必要ならば、その内容について提言して貰うことにあると説明した。
商務省には免許の申請を拒否する権限はなかった。裁判により根拠を失った結果、商務省は届出があったラジオ局へ周波数を割り当てていた業務を停止した。放送業界はカオス状態となった。
1927年、大統領と全米無線会議の勧告をうけて連邦議会は1927年、1927年通信法を制定した。同法により行政機関として連邦無線委員会Federal Radio Commission、略称FRCが創設された。
1927年通信法は免許の付与、拒否を明記していた。そして電波の周波数は有限であり、免許をうける者は、常に公共の便宜、利益および必要に基づく必要があるとされた。

### 2000年代
M&Aなど企業統合の動きについても通信政策に沿った権限を発動させており、ソフトバンクによるスプリント買収は承認、TモバイルUSAの買収についてはAT&Tとソフトバンクが承認を得られず断念している。

## マスコット
- Broadband（ブロードバンド）
- Broadband (Kids Zone, キッズ・ゾーン)

FCC の子供向けマスコットに「Broadband（ブロードバンド）」というキャラクターが存在し、子供向けページに掲載されていたが、何故かそのキャラクターはドラえもん（後に齧られて無くなる耳があった頃）に酷似しているという指摘があり、ドラえもんの著作権を持つ藤子プロが警告文を送るも返答はなく、相手が政府機関であるため注意喚起にとどまった。後にサイト移転に伴う子供向けページの廃止により、掲載されなくなっているが、公式のアーカイブファイルから確認できる。詳細はドラえもん (キャラクター)#模倣キャラクターを参照。

## 国際ローミング
日本国内の携帯電話を国際ローミングに対応する際、技術基準適合認定のみで無くFCC認証も受けることが多い。場合によっては日本国内の携帯電話サービス各社の新製品公式発表前に新製品の画像も公表されることがある。